# 1978 új világörökségi helyszínei
Az UNESCO Világörökség Bizottsága 1978. szeptember 5-8. között Washingtonban megtartott 2. ülésszakán az alábbi helyszíneket nyilvánította a világörökség részévé:
| | Mesa Verde Nemzeti Park |
| Amerikai Egyesült Államok |                         |
| Kulturális (III) |                         |
| Védett terület: 21,04 ha, hivatkozás: 27 |                         |
| Mesa Verde Nemzeti Park 211 négyzetkilométeren terül el. A kanyonok meredek falaiba épített sziklafalvaik ma is állnak. A leglátványosabb és legismertebb település a 2600 méteres magasságban álló Sziklapalota (Cliff Palace). Colorado állam délnyugati részén 2600 méter tengerszint feletti magasságban terül el, és ősi indián települések együttese alkotja. A térséget már 1906-ban nemzeti parkká nyilvánították. A településeket a pueblo indiánok elődei az anaszazi törzsek építették a 6. és a 10. század között. A sziklák kiszögelléseit és a barlangokat felhasználva egész falvak jöttek létre. Az épületegyüttesek közül van olyan is, amelyik több mint száz helyiséggel rendelkezik. A park területén az ásatások során több mint 4000 romterületet tártak fel, ezek közül sok jó állapotban maradt meg. Közülük a legismertebb a négyszögletes sziklapalota, amelynek 220 helyisége több mint 200 lakó befogadására volt alkalmas. Az úgynevezett Hosszú ház 118, a Lucfenyő Ház 114 helyiséggel rendelkezik. Minden sziklafalunak egyedi rendeltetése volt, mezőgazdasági, kézműves, vagy vallási feladatokat látott el. A lakosok főként földműveléssel foglalkoztak de fejlett kézműves tárgyakat is készítettek, szőtteseket, fonott tárgyakat és minőségi kerámiát. |                         |

| | Yellowstone Nemzeti Park |
| Amerikai Egyesült Államok |                          |
| Természeti (VII)(VIII)(IX)(X) |                          |
| Védett terület: 898 349 ha, hivatkozás: 28 |                          |
| A Yellowstone Nemzeti Park a világ legrégibb nemzeti parkja az USA Wyoming, Montana és Idaho szövetségi államainak területén, a Sziklás-hegységben. Kiterjedése 8980 négyzetkilométer. Híres gejzíreiről, hőforrásairól és egyéb geotermikus jelenségeiről. A nemzeti parkot 1872-ben alapították, és 9000 négyzetkilométeren terül el az észak-amerikai Sziklás-hegységben. A területen található nagy magassági különbségek a mérsékelten száraz sztyeppétől az alpesi tundráig számos növényi életközösséget hoztak létre. A park a hegység szeizmikusan legaktívabb részén terül el, ahol 2 millió évvel ezelőtt vulkáni tevékenység kezdődött. A három hullámban történt kitöréssorozat végén egy 45 kilométer széles és 75 kilométer hosszú kaldera keletkezett. A parkban található a világ ismert geotermikus jelenségeinek a fele, hőforrások, gejzírek, sárbuborékokkal teli tavak és sziklahasadékokból előtörő forró gőz. Ezek a jelenségek a kikristályosodó magmából nyernek energiát. Közülük a leghíresebb az Old Faithful („Öreg Hűséges”), ami nagyjából óránként 60 méter magas vízoszlopot lövell ki. A park területén a változatos növényzet mellett sokféle állat is él, többek között grizzly medvék, farkasok, bölények és jávorszarvasok. |                          |

| | Galápagos-szigetek Nemzeti Park |
| Ecuador |                                 |
| Természeti (VII)(VIII)(IX)(X) |                                 |
| Védett terület:14 066 514 ha, hivatkozás: 1 |                                 |
| Az Ecuadorhoz tartozó Galápagos szigetcsoport a Csendes-óceánban található az ország partjaitól körülbelül 1000 kilométer távolságra. A három óceáni áramlat kereszteződésénél fekvő, 19 főszigetből és a hozzájuk tartozó természeti területből álló szigetcsoport számos állatfajnak ad otthont. Az egyes szigetek magasságukban, területükben és fekvésükben nagymértékben eltérnek egymástól. A legrégebbi sziget 2,4 – 3 millió évvel ezelőtt keletkezett, a legfiatalabb mindössze 700000 éves. A földrajzi elszigeteltség kedvező életkörülményeket biztosított a növényeknek és állatoknak, amelyek így a világ többi részétől függetlenül fejlődhettek. Ez a szigetcsoport ihlette Charles Darwin evolúciós elméletét, miután a tudós 1835-ben meglátogatta a szigeteket. A szigetek állatvilága gerincteleneket, hüllőket, madárfajokat és néhány emlőst foglal magába. A sziget állatainak többsége csak itt fordul elő, a hüllők például két faj kivételével csak itt honosak. Az itteni állatok közé tartozik a röpképtelen kormorán, a galápagosi szárazföldi leguán, a tengeri leguán és a galápagosi óriásteknős. |                                 |

| | Quito óvárosa |
| Ecuador |               |
| Kulturális (II)(IV) |               |
| Védett terület: 70,4 ha, puffer zóna: 375,2 ha, hivatkozás: 2 |               |
| Quito, Ecuador 2850 méter tengerszint feletti magasságban elterülő fővárosa egy inka város romjaira épült a 16. században. A vulkánokkal körülvett terület az Inka Birodalom második legjelentősebb közigazgatási központja volt. 1917-ben egy földrengés miatt súlyos károkat szenvedett de ennek ellenére Dél-Amerika városai közül Quito óvárosa maradt fenn a legjobb állapotban. A quitói barokk stílus jelentős alkotásai a San Francisco- és a Santo Domingo-kolostor, valamint a jezsuita La Compania-templom spanyol, olasz mór, flamand és helyi építészeti jellegzetességeket mutatnak. A 16. században egy inka palota maradványaira épített San Francisco-templom a város legnagyobb és legrégebbi keresztény temploma. 1755-ben egy földrengésben megrongálódott, a jelenleg is látható épület az újjáépítés eredménye. A templomokra a gazdag belső díszítés jellemző. A gyarmati időszakban Quinto belvárosában éltek az legmagasabb társadalmi osztály tagjai, ebből a korból származnak az óváros fennmaradt palotái. |               |

| | Lalibela sziklába vájt templomai |
| Etiópia |                                  |
| Kulturális (I)(II)(III) |                                  |
| Hivatkozás: 18 |                                  |
| Lalibela 2600 méter tengerszint feletti magasságban elhelyezkedő 12. századi monolitikus templomai egy kör alakú kunyhókkal beépített hagyományos falu közelében találhatók. A sziklatemplomokat Zagve-dinasztia legjelentősebb uralkodója Gabre Maskal Lalibela korában faragták ki. A föld szintje alatt található tizenegy templom Afrika szubszaharai részének legfontosabb vallási jellegű épületei közé tartozik. A templomok elkészítése évtizedeken keresztül tartott, falaikat freskókkal díszítették, belsejükben feszületeket és kéziratokat őriznek. A sziklatemplomokat labirintusra emlékeztető alagutak kötik össze. A kopt szerzetesek lakta Lalibela kiemelkedő szerepet játszik az etióp kereszténység életében, jelenleg is nagyszámú zarándok és hívő keresi fel. A leghíresebb templomok a Bet Mariyam, Szűz Mária-templom a zarándokok legnépszerűbb célja, az öthajós Bet Medhane és a görög kereszt alaprajzú Bet Gíyorgis, a Szent György-templom. A többi etióp templomhoz hasonlóan rendelkeznek azoknak a kőtábláknak a másolataival, amelyeket a hagyomány szerint Mózes kapott a Sínai-hegyen. |                                  |

| | Simien Nemzeti Park |
| Etiópia |                     |
| Természeti (VII)(X) |                     |
| Védett terület: 13 600 hivatkozás: 9 |                     |
| A Simien-hegységben található látványos hegycsúcsokat, szakadékokat és 1500 méter mélységet is elérő szurdokokat az Etióp magasföld több millió évig tartó eróziója hozta létre. Ezek fölé magasodik a Rasz Dasen, amely 4620 méteres magasságával Afrika negyedik legmagasabb hegycsúcsa. A hegyi fennsíkról elnevezett nemzeti park néhány rendkívül ritka állatfajnak ad otthont, mint a dzseládapávián, az etióp farkas vagy más néven abesszin róka és a kizárólag itt előforduló abesszin vadkecske. A nemzeti park 1996-ban felkerült a veszélyeztetett világörökségi helyszínek listájára mert a róka- és kecskeállomány a 20 illetve 250 egyedből álló a kritikus szint alá csökkent. A park területére ezenkívül veszélyt jelent az új települések megjelenésével járó élettércsökkenés is. |                     |

| | Nahanni Nemzeti Park |
| Kanada |                      |
| Természeti (VII)(VIII) |                      |
| Védett terület: 476 560 ha, hivatkozás: 24 |                      |
| A Kanada északnyugati részén elterülő majdnem megközelíthetetlen nemzeti parkot hegyvonulatok, dombságok, fennsíkok szurdokok és vízesések, tápanyagokban gazdag hőforrások, valamint egy mészkő barlangrendszer jellemzi. A védett terület egy hosszú keskeny sáv a South Nahanni folyó két oldalán. A tájban számos különleges formájú sziklaalakzat található, ezenkívül 1300 méter mélységet is elérő szurdokok. A parkban számos geológiai jelenség figyelhető meg, mint például egy 27 méteres magasságba nyúló lépcsőzetes mésztufa képződmény, vagy a szélerózió miatt kialakult, homokdűneszerű domborzat. A vízesések közül a 90 méteres Virginia-vízesés a leglátványosabb. A hőforrásoknak köszönhetően olyan növényzet él a területen, ami szokatlan lenne ilyen szélességi fokon, páfrányok, vadmenta, rózsabokrok, őszirózsa és számos orchideaféle. A park többi részén a hőforrásoktól távolabb fűfélék, zuzmók, törpecserjék borítják a talajt, táplálékul szolgálva az itt élő növényevő állatoknak, a jávorszarvasoknak és karibuknak. |                      |

| | L’Anse aux Meadows |
| Kanada |                    |
| Kulturális (VI) |                    |
| Védett terület: 7 991 ha, hivatkozás: 4 |                    |
| A körülbelül ezeréves falu Új-Fundland legészakibb csücskében az amerikai kontinens legősibb ismert európai eredetű települése és egyben az egyetlen hivatalosan is elismert viking régészeti lelőhely. A környék mindig is különböző kultúráknak adott otthont, területen talált legkorábbi emberi tartózkodásra utaló nyomok 5000 évesek. Az előkerült leletek alapján az 1960-as években Helge és Anne Stine Ingstad régészek egy helyi halász George Decker segítségével bebizonyították, hogy a falut skandináv eredetű hajósok alapították a 11. században majd néhány év után elhagyták. Az ásatások során egy kovácsműhelyt, négy kézműves műhelyt tártak fel és számos eszközt találtak. Ezek közül a tűk és pergetők norvég eredetre utalnak. A területen talált salak a kontinens legkorábbi kovácsműhelyének létezését bizonyítja. A fatörmelék és a szegek alapján feltételezhető, hogy a vikingek egyik legfontosabb tevékenysége a hajójavítás volt. A falu szerkezete az izlandi és grönlandi falvakra hasonlít. Eddig nyolc fakeretes tőzegházat lakóházat azonosítottak, ebből hármat helyreállítottak. |                    |

| | Krakkó történelmi központja |
| Lengyelország |                             |
| Kulturális (IV) |                             |
| Védett terület: 149,65 ha, puffer zóna: 907,35 ha, hivatkozás: 29 |                             |
| Krakkó 1596-ig Lengyelország fővárosa volt, a 11. és a 18. század között itt koronázták meg az uralkodókat. A település fordulatos történelméről gótikus, reneszánsz és barokk templomok, valamint kolostorok tanúskodnak. Krakkó óvárosa négy fő részre osztható: a főpiactéri központ, a Wavel (a királyi vár), a Kazimiersz városrész és a Stradom negyed. A városközpontra jellemző sakktáblaszerű városszerkezet a 12. század közepéről származik. Az óvárostól elkülönülő Kazimiersz negyed alkotta Krakkó zsidónegyedét, és egészen 1880-ig egy sziget volt. A Krakkó történelmi központja felett elterülő Wavel mészkődomb a város néhány fontos épületének ad helyet, köztük a múzeumként működő királyi palotának. A 13. századból származik Európa egyik legnagyobb piactere és számos jelentős építészeti alkotás, lakóházak, paloták és templomok. A tér körül szintén 13. századi posztócsarnokok állnak, és itt található a 14. századi Mária-templom is. A 14. században alapított egyetem értékes, gótikus stílusú fedett árkáddal rendelkezik. |                             |

| | Wieliczkai sóbányák |
| Lengyelország |                     |
| Kulturális (IV) |                     |
| Védett terület: 1 104,94 ha, puffer zóna: 580,6 ha, hivatkozás: 32 |                     |
| Dél-Lengyelországban a Krakkóhoz közeli wieliczkai sóbányában a 13. század vége óta folyt kősókitermelés. Ennek a bányának a bevétele adta a lengyel királyok vagyonának jelentős részét. A kilenc szinten elterülő bányában a tárnák hossza 300 kilométer és ezek több, mint 2000 kamrát kötnek össze. A bánya legmélyebben fekvő része 315 méterrel van a földfelszín alatt. Az évszázadok során a bányászok szobrokat faragtak a sótömbökből és a termeket oltárokkal domborművekkel és emberalakokkal díszítették. A bánya jelenleg múzeumként és légzőszervi betegségek kezelésére szolgáló egészségügyi központként üzemel. Legnagyobb terme a 13. században kialakított kápolna, amelyet Szent Kingának, Szemérmes Boleszláv lengyel király feleségének ajánlottak. A földfelszín alatt 101 méterrel, a kilenc szint közül a másodikon található kápolna hossza több, mint 50 méter, szélessége 15, magassága 12 méter. A múzeumban a bányában kiásott leletek mellett a hajdani bányászok által alkalmazott gépeket és technológiát is bemutatják. |                     |

| | Aacheni dóm |
| Németország |             |
| Kulturális (I)(II)(IV)(VI) |             |
| Védett terület: 0,2 ha, puffer zóna: 67 ha, hivatkozás: 3 |             |
| Az aacheni dóm jelenlegi formája több, mint ezer év alatt alakult ki. Palotakápolnáját Nagy Károly idejében, 796-ban kezdték el Metzi Ottó frank építőmester irányítása alatt és 805-ben szentelte fel III. Leó pápa. Egyik mintaképe a ravennai San Vitale-templom volt. Fő tere egy szabályos nyolcszög, amelyhez tizenhat szögű körüljáró és karzat csatlakozik. A belső tér meredeken felfelé emelkedő, aknaszerű benyomást kelt. A tömör bronzból készült kapukat és korlátokat helyben készítették igen magas színvonalon, az antik oszlopokat és márványdíszeket Ravennából és Rómából hozták. Nagy Károly trónusát a kápolna nyugati részén állították fel. A dómban 936 és 1531 között 31 német császárt koronáztak meg. A következő századok során több átépítésre és bővítésre is szükség volt, hogy elegendő tér álljon rendelkezésre a koronázási szertartásokhoz és a Nagy Károly sírját felkereső zarándokok számára. Ezért a kápolna köré egy gótikus stílusú katedrálist emeltek. A katedrális bizánci hatásokat tükröző belső berendezése igen látványos, ezenkívül figyelemre méltóak a 15. században felszentelt kórus üvegablakai. |             |

| | Gorée szigete |
| Szenegál |               |
| Kulturális (VI) |               |
| Hivatkozás: 26 |               |
| Gorée szigete A Szenegál partjainál Dakar várossal szemben fekvő, mindössze 35 hektáros sziget a 15. és a 19. század között portugál, holland, brit, és francia fennhatóság alatt is állt. Ezalatt a szigeten volt az afrikai partok legnagyobb rabszolga kereskedő központja. Építészetét a rabszolganegyedek és a kereskedők elegáns házainak ellentéte határozza meg. A sziget lakossága a kezdetektől kevert vérű családokból állt és 18. századra ebből jött létre a helyi rabszolga kereskedők lakossága. Ezek a kereskedők építették az úgynevezett „signares” kétszintes palotákat, ahol a felső szinten laktak, az alsó szinten pedig a rabszolgákat tartották fogva. A feltételezések szerint 300 év alatt húszmillió rabszolga haladt át a szigeten, ahonnan hajókon Amerikába szállították őket. Jelenleg a sziget emlékhely, ami az emberi kizsákmányolásra emlékeztet. A szigeten a korból három múzeum egy fennmaradt rabszolgaház, a franciák által épített Kormányzói palota és az erőd maradt meg. |               |